# سمفونی سنگ‌ها

سمفونی سنگ‌ها، تشکیل شده از ستون‌های بازالت در کنار دره گارنی

سمفونی سنگ‌ها یا سمفونی گارنی (به ارمنی Քարերի սիմֆոնիա - به انگلیسی Symphony of the Stones)، در نزدیکی استان کوتایک، در ۲۳ کیلومتری شرق ایروان، در کنار روستای گارنی و رود آزات، دره‌ای به نام «گارنی» وجود دارد که شهرت آن به دلیل وجود ستون‌های خاص بازالتی است. این ستون‌های متقارن به صورت طبیعی و پس از سال‌ها فرایندهای زمین‌شناسی به وجود آمده و شکل جالب توجهی به خود گرفته‌اند. شکل منظم و متقارن این سنگ‌ها باعث شده که آن‌ها را با نام «سمفونی سنگ‌ها» بشناسند. اگر از دور به این دره نگاه کنید، بسیاری از صخره‌ها را به شکل ارگ‌هایی بزرگ مشاهده خواهید کرد.

## نگارخانه

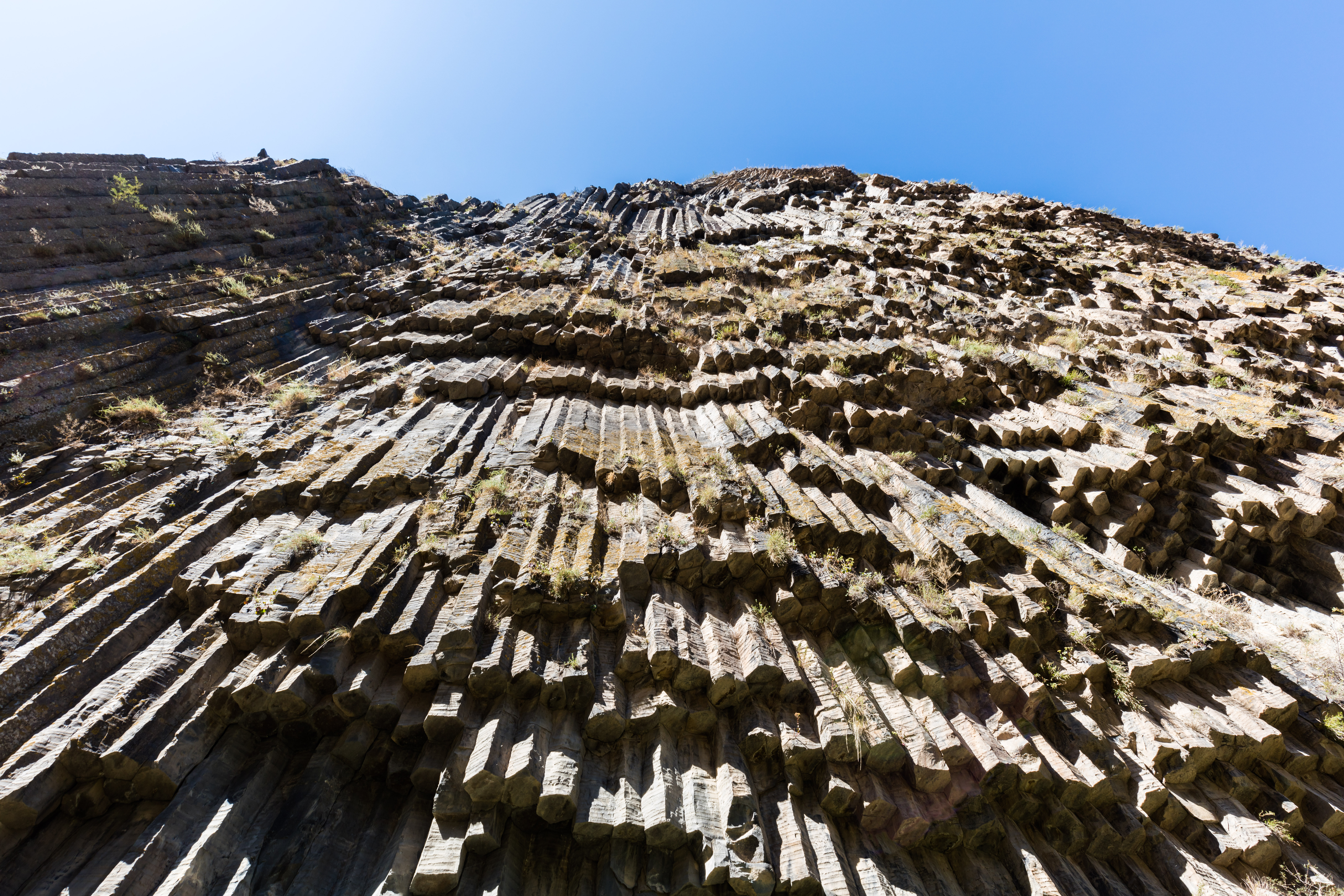
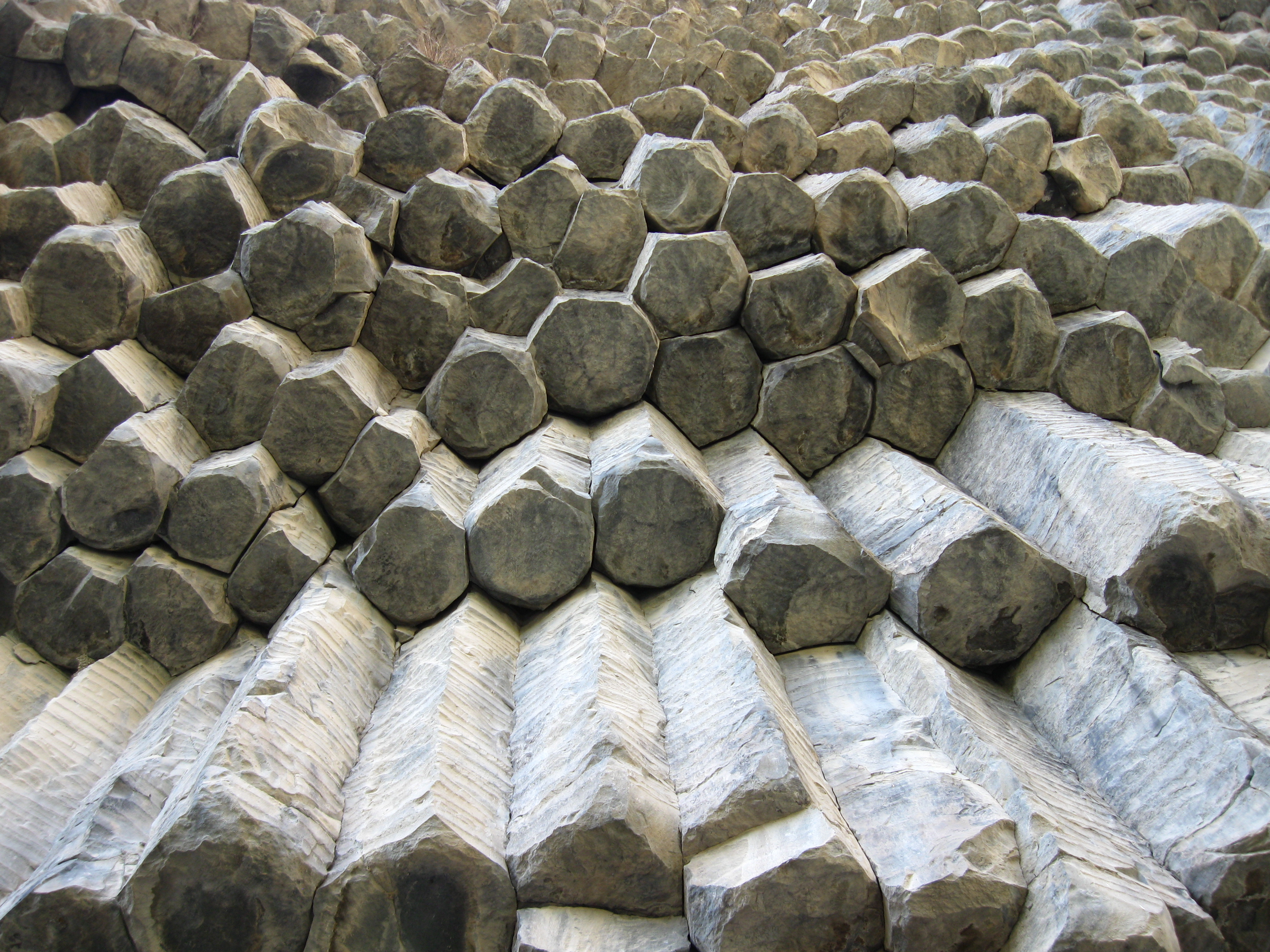
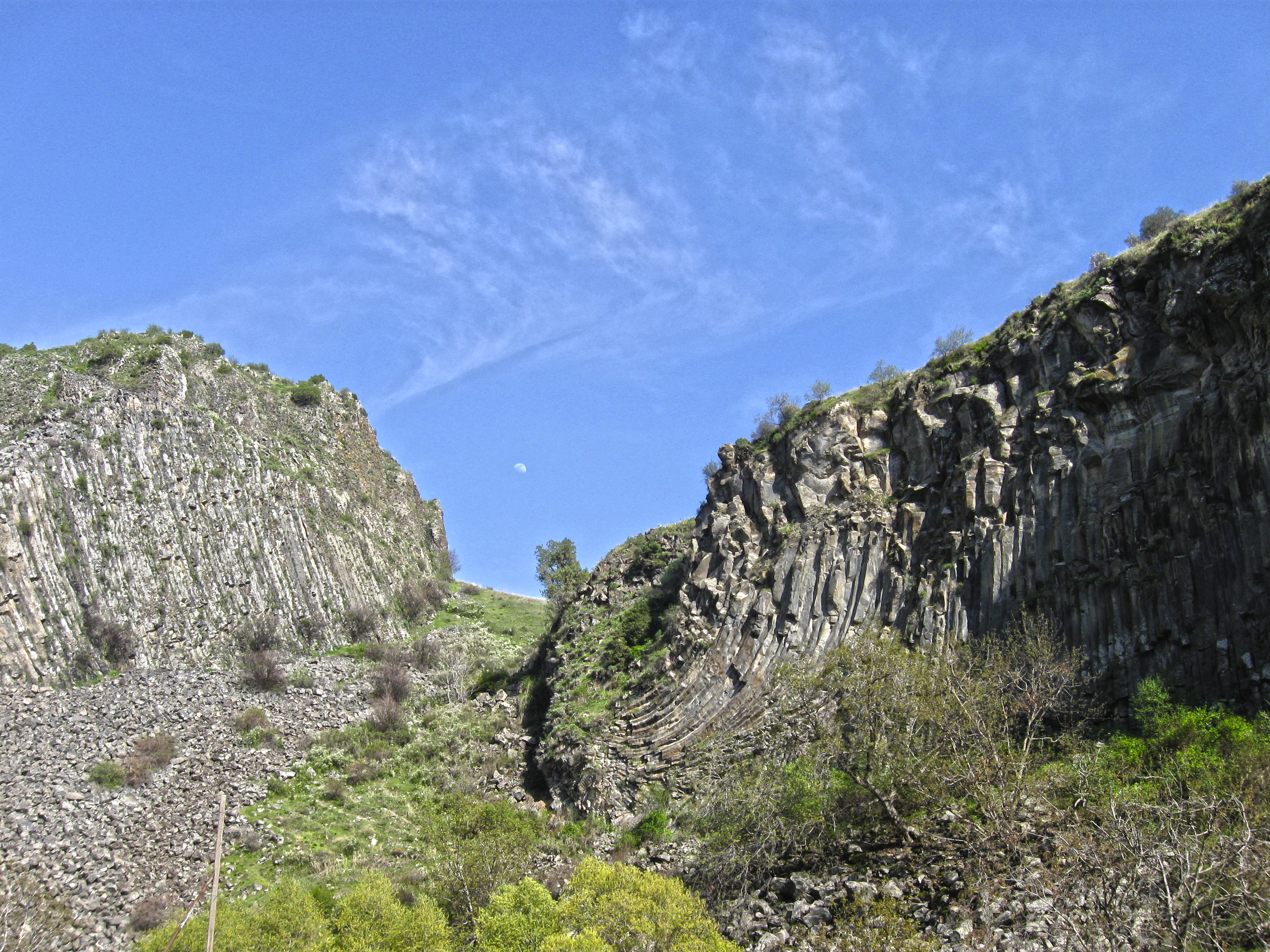
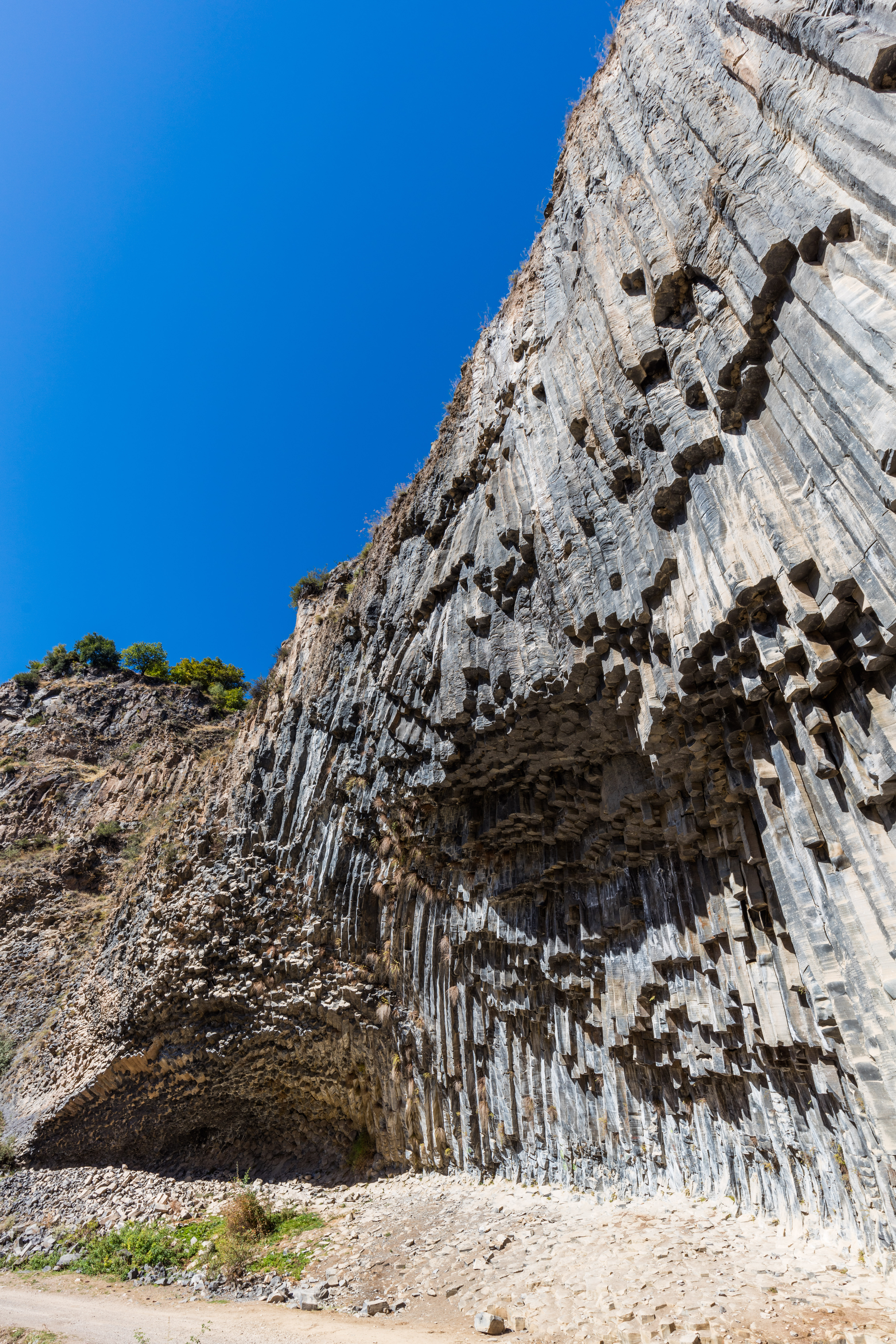
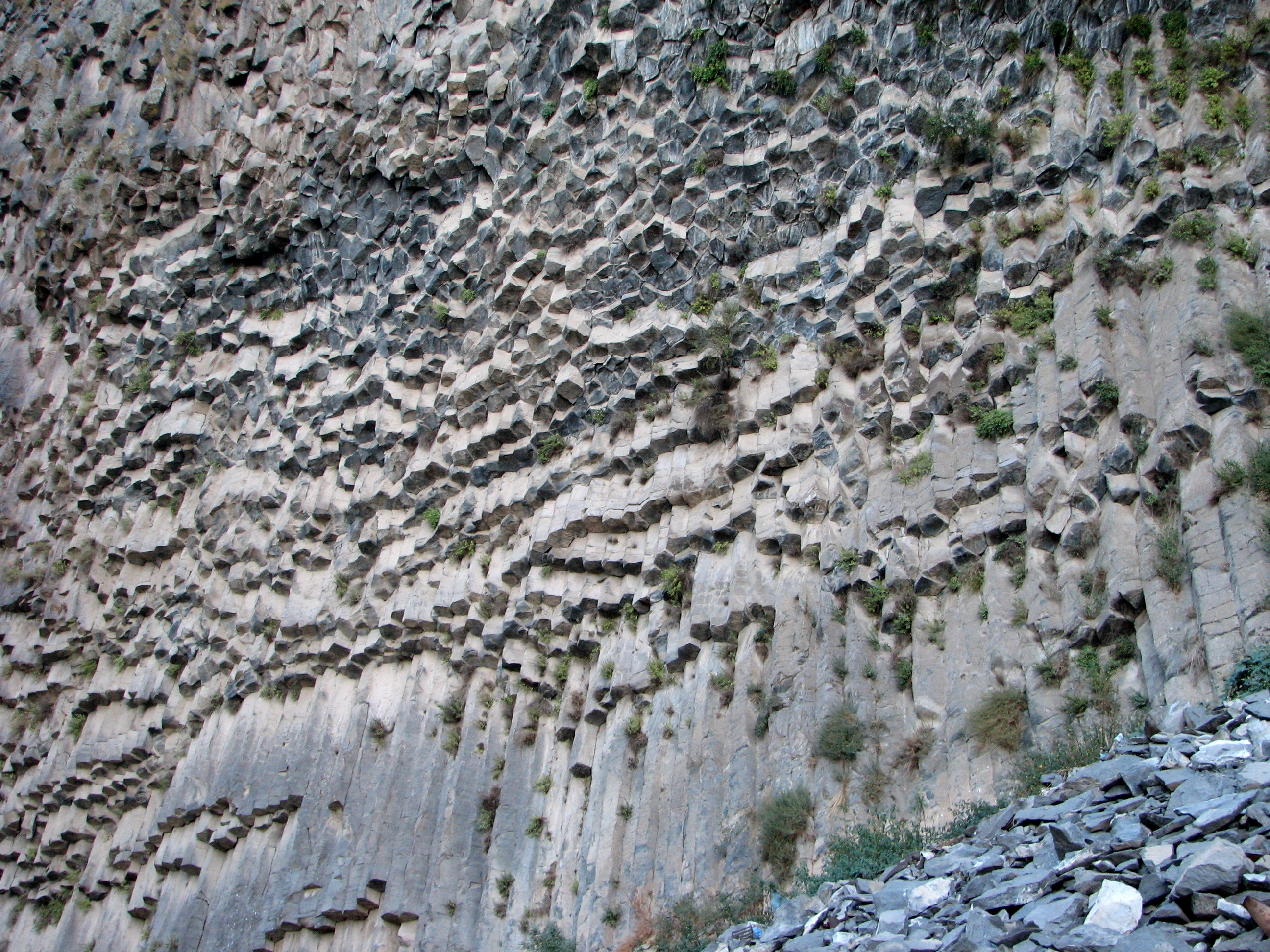
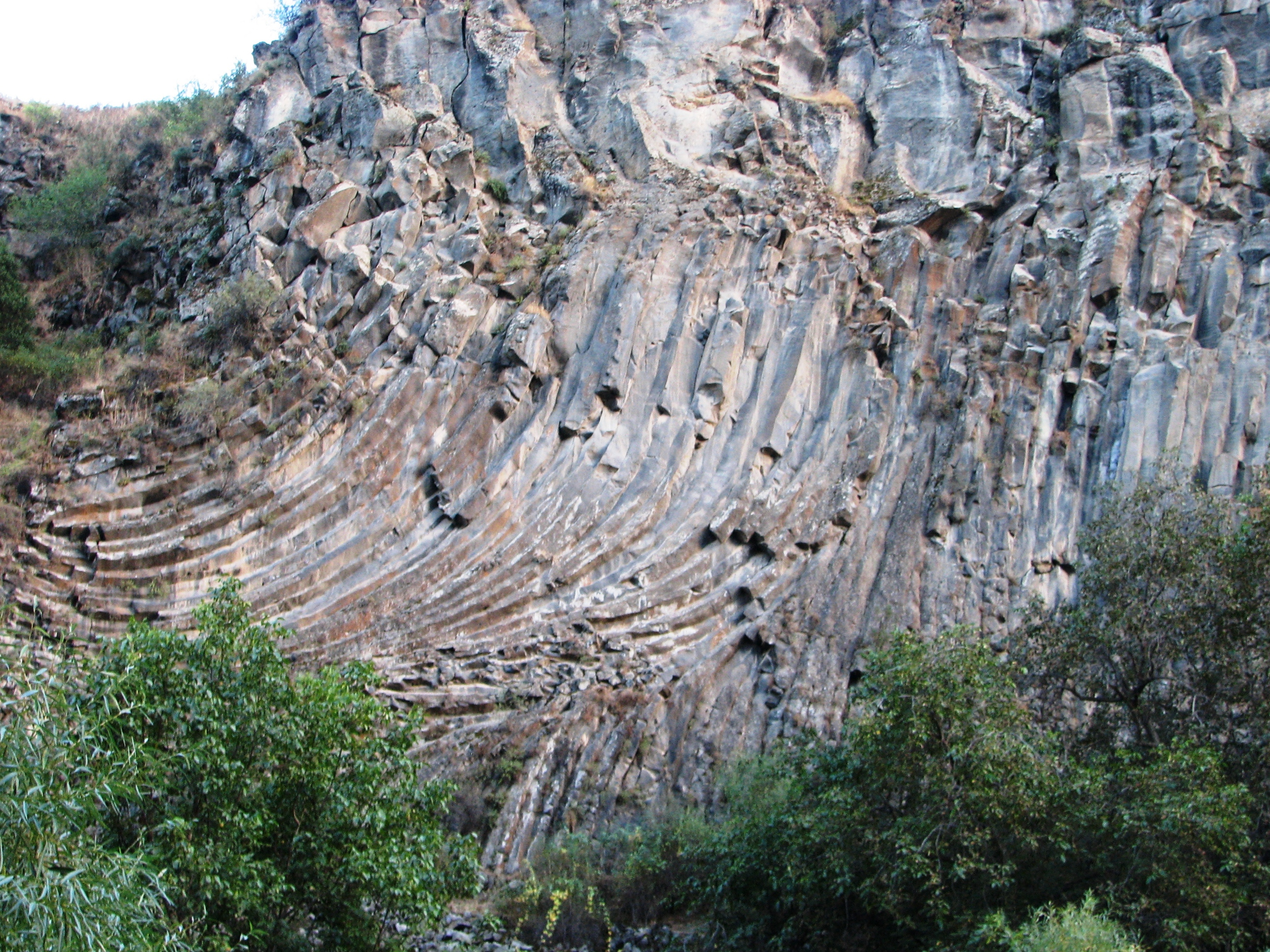